# Trichloris pluriflora
Trichloris pluriflora es una especie de pastos gramíneos originarios de Estados Unidos, México, Guatemala, Ecuador, Perú, Bolivia, Paraguay, Argentina y Cuba. 

## Descripción
Tiene tallos de hasta 145 cm de altura. Vainas glabras a hirsutas; lígula de 0.8-2.4 mm; láminas hasta 30 cm x 7-11 mm, aplanadas, escabriúsculas. Inflorescencia de 14-23 cm; en espigas de 7-20, 7-20 cm, ascendentes, en 2-5 verticilos y generalmente con algunas solitarias. Espiguillas 5-6 mm; gluma inferior 2-3 mm; gluma superior 2-2.5 mm, la arista 0.5-2 mm; flósculos bisexuales 2(3); lema inferior 3-5 mm, glabra, los márgenes ciliados en el 3/4 superior, la arista central 8-12 mm, las aristas laterales 0.5-1.5 mm; anteras 2, 0.5-0.7 mm; flósculos estériles 2(3); lema estéril más inferior 1.5-3 x 0.3 mm, la arista central hasta 8 mm, las laterales hasta 0.5 mm.

## Hábitat
Se encuentra en los desmontes de selvas altas perennifolias,   a una altitud de 0-200 metros.

## Taxonomía
Trichloris pluriflora fue descrito por Eugène Pierre Nicolas Fournier  y publicado en Mexicanas Plantas 2: 142. 1886.
Sinónimos
- Chloris pluriflora (E.Fourn.) Clayton
- Chloris pluriflora (E. Fourn.) Kuntze
- Chloropsis lilloi Parodi
- Chloropsis pluriflora (E.Fourn.) Kuntze
- Chloropsis pluriflora f. macra Hack.
- Trichloris latifolia Vasey
- Trichloris lilloi Parodi
- Trichloris pluriflora f. macra Hack.[3]